# Theodor Malcus
Georg Wilhelm Theodor Malcus (* 7. November 1881 in Kassel; † 14. März 1967 ebenda) war Arzt, von 1929 bis 1945 Landesmedizinaldirektor im psychiatrischen Landeskrankenhaus in Merxhausen und Gutachter am Erbgesundheitsgericht zu Kassel. In diesen Funktionen war er aktiv an den Krankenmorden in der Zeit des Nationalsozialismus beteiligt.

## Leben und Wirken
Der Sohn des Postsekretärs Heinrich Malcus legte im Jahr 1901 das Abitur am  Wilhelmsgymnasium Kassel ab und verließ die Schule, um Heilkunde in Marburg und Göttingen zu studieren. Am 1. April 1908 erhielt er die Doktorwürde zur Forschung über die Bruchsacktuberkulose und arbeitete fortan in Kassel als Arzt. Im Ersten Weltkrieg war er als Feldarzt eingesetzt, danach wurde er Oberarzt in der Landesheilanstalt für Männer in Haina. Von 1941 bis 1945 war er Direktor der Anstalt für Geisteskranke in Merxhausen. In dieser Funktion hatte er zahlreiche Opfer im Kontext der NS-Krankenmorde zu verantworten. Zum 1. Mai 1933 trat er der NSDAP bei (Mitgliedsnummer 3.215.710). Er war Mitglied am Erbgesundheitsgericht in Kassel und in dieser Funktion u. a. für Gutachten zuständig, die die Sterilisierung von erbkrankem Nachwuchs betrafen.
Die Verhaftung durch die Amerikaner erfolgte am 8. Februar 1945, er blieb in Haft bis 1946. Der Spruchkammerbescheid im Kontext der Entnazifizierung vom 10. Juli 1947 stellte auf der Basis zahlreicher Gefälligkeitsgutachten fest, dass Malcus in die „Gruppe IV der Mitläufer“ eingereiht wurde und eine Geldbuße in Höhe von 1000 Reichsmark zu bezahlen hatte.
Ab 1961 leitete die Staatsanwaltschaft Marburg ein Ermittlungsverfahren gegen Malcus ein, weil er beschuldigt wurde, „Verlegungen von Patienten der Landesheilanstalt Merxhausen in die Anstalten Eichberg und Hadamar angewiesen zu haben. Er gelte somit als Lieferant des NS-Euthanasieprogramms zur Endlösung der sog. Geisteskranken, das Dr. Heyde und Dr. Bohne unterstand.“
Malcus war u. a. auch verantwortlich für den Tod der Musikerin Luise Greger. In dem Musikstück „Eine Pommersche Gans“ tritt Dr. Malcus als Antagonist Luise Gregers auf.